# Super High Roller Bowl 2017

Logo des Super High Roller Bowl 2017

Der Super High Roller Bowl 2017 war die dritte Austragung dieses Pokerturniers und wurde von Poker Central veranstaltet. Er wurde vom 28. Mai bis 1. Juni 2017 im PokerGO Studio im Aria Resort & Casino in Paradise am Las Vegas Strip ausgespielt und war mit seinem Buy-in von 300.000 US-Dollar das teuerste Pokerturnier des Jahres 2017.

## Struktur

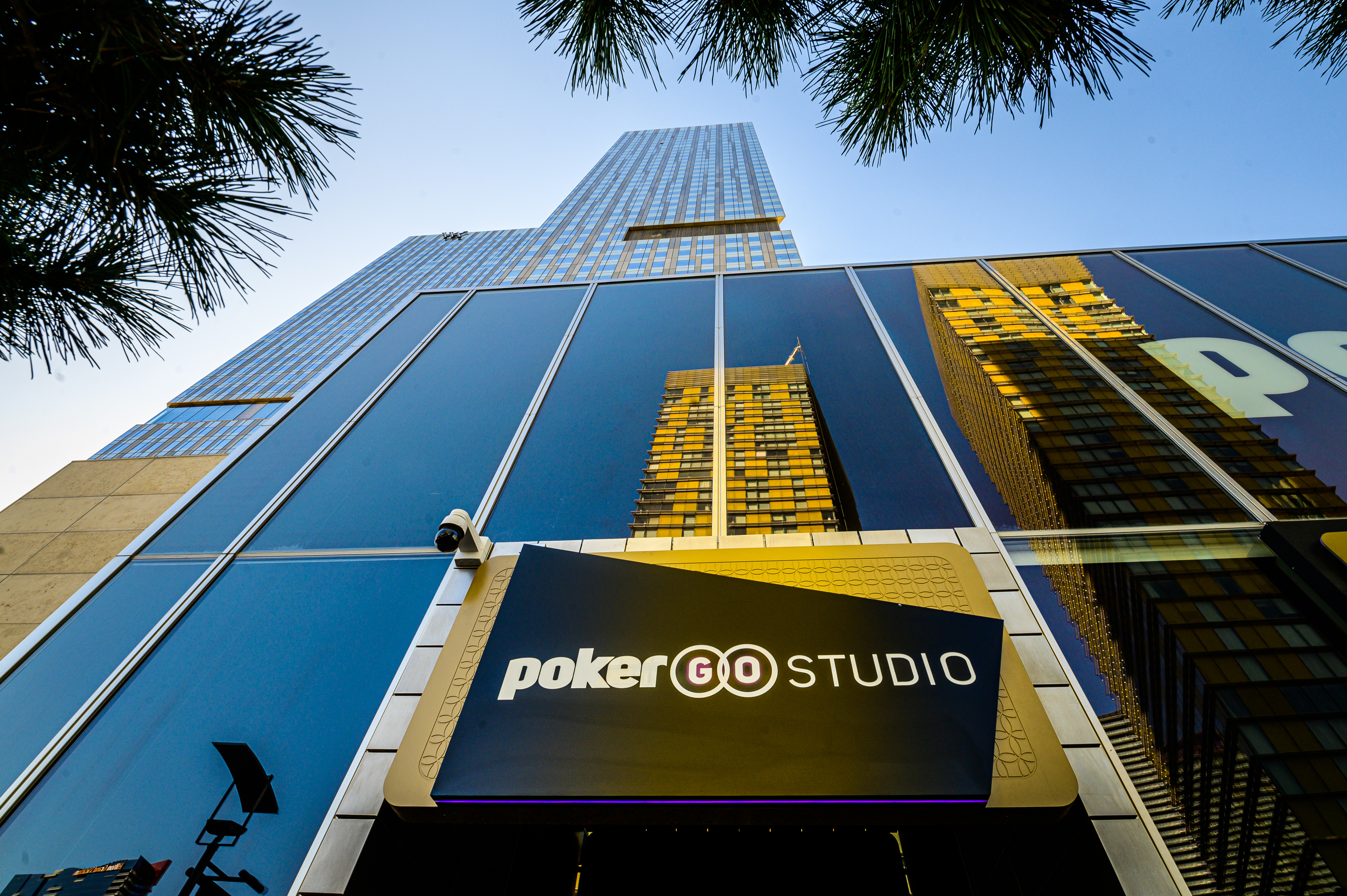
Das PokerGO Studio im Aria Resort & Casino (2019)

Das Turnier in der Variante No Limit Hold’em wurde vom 28. Mai bis 1. Juni 2017 gespielt. Das Buy-in betrug, wie im Vorjahr, 300.000 US-Dollar. Sponsor war erneut die Onlineplattform 888poker. Die Obergrenze an Teilnehmern wurde auf 56 Spieler angehoben, jedoch war die Nachfrage an Plätzen so hoch, dass die Teilnehmer zunächst durch ein Losverfahren bestimmt und anschließend weitere Spieler eingeladen wurden. Diese Vorgehensweise wurde viel kritisiert, u. a. vom deutschen High Roller Fedor Holz.

## Übertragung
Die Übertragung wurde von Poker Central übernommen. Der erste Turniertag wurde auf den Plattformen Facebook, YouTube, Twitch und PokerGO live und kostenlos gestreamt. Ab dem zweiten Turniertag war zur Liveübertragung ein kostenpflichtiges Abonnement bei PokerGO nötig. Das Event wurde von Kara Scott und Jesse Sylvia moderiert, als Kommentatoren fungierten Nick Schulman und Ali Nejad. Interviews mit den Spielern wurden von Maria Ho und Drea Renee geführt.

## Teilnehmer
Mit Lauren Roberts nahm eine Frau am Turnier teil. Bobby Baldwin und John Morgan mussten ihre Teilnahme kurzfristig absagen und wurden durch Ben Lamb und Brandon Steven ersetzt. Die 56 Teilnehmer lauteten:
| - Koray Aldemir - Matt Berkey - Justin Bonomo - Pratyush Buddiga - Christian Christner - Daniel Colman - Connor Drinan | - David Einhorn - Antonio Esfandiari - Tony G - Kevin Hart - Isaac Haxton - Phil Hellmuth - Fedor Holz | - Zach Hyman - Giuseppe Iadisernia - John Juanda - Cary Katz - Byron Kaverman - Rainer Kempe - Bryn Kenney | - Bill Klein - Jason Koon - Igor Kurganow - Ben Lamb - Jason Les - Andrew Lichtenberger - Ankush Mandavia | - Tom Marchese - Jason Mercier - Daniel Negreanu - Dominik Nitsche - Bill Perkins - Dan Perper - David Peters | - Nick Petrangelo - Doug Polk - Brian Rast - Lauren Roberts - Andrew Robl - Stefan Schillhabel - Jake Schindler | - Erik Seidel - Scott Seiver - Dan Shak - Talal Shakerchi - Dan Smith - Steffen Sontheimer - Sam Soverel | - Brandon Steven - Ben Sulsky - Ben Tollerene - Leon Tsoukernik - Christoph Vogelsang - Haralabos Voulgaris - Sean Winter |

Auf der von Mike McDonald eröffneten Wettseite PokerShares war Fedor Holz der klare Favorit auf den Sieg und wies den entsprechend höchsten Markup von 1,43 auf. Sieger Christoph Vogelsang lag mit 1,39 auf dem zweiten Platz.

## Ergebnisse

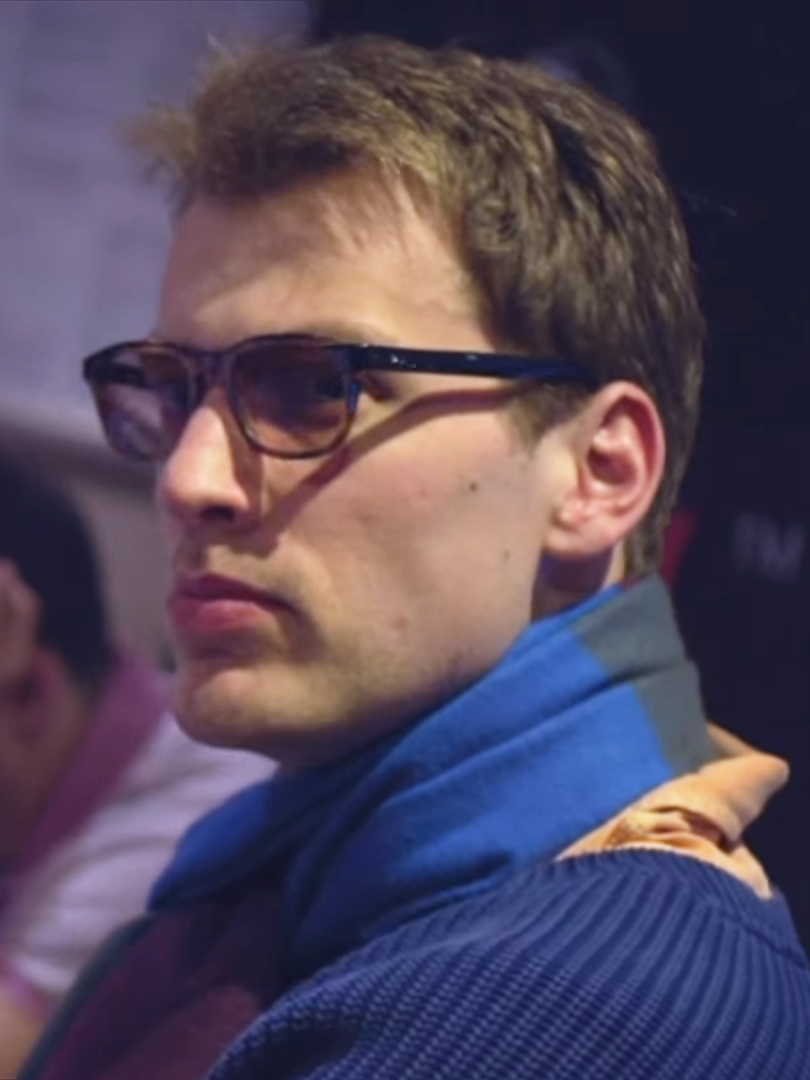
Christoph Vogelsang (2014)

Der Preispool lag bei 16,8 Millionen US-Dollar. Für die Teilnehmer gab es sieben bezahlte Plätze. Der Startstack betrug 300.000 Chips. Nach dem ersten Turniertag befanden sich noch 44 Spieler im Turnier und Byron Kaverman führte das Feld an. Kaverman war auch der erste Spieler, der die Marke von einer Million Chips knackte. Nach dem zweiten Tag übernahm Justin Bonomo die Führung der verbliebenen 19 Teilnehmer. Am Ende des dritten Tages befanden sich noch acht Spieler im Turnier und Jake Schindler war Chipleader. Der vierte Turniertag startete mit dem Finaltisch, dabei schied Jason Koon als erster Spieler aus und verpasste somit die Geldränge. Mit nur noch drei Teilnehmern war der Tag beendet. Schindler hatte einen massiven Chiplead gegenüber Christoph Vogelsang und dem Shortstack Stefan Schillhabel. Am finalen Tag wurde zunächst Schillhabel von Vogelsang aus dem Turnier genommen. Das anschließende Heads-Up begann Schindler mit einem 2:1-Chiplead gegenüber Vogelsang. Nachdem er gegen Schindlers Top Pair einen Flush getroffen hatte, übernahm Vogelsang die Führung. In der finalen Hand bluffte Jake Schindler mit J♥ 8♥ auf das Board 3♥ 10♣ 2♦ 7♥ 2♣. Vogelsang callte mit 10♠ 7♣ und sicherte sich den Titel sowie 6 Millionen US-Dollar Siegprämie.
| Platz | Herkunft           | Spieler             | Preisgeld (in $) |
| ----- | ------------------ | ------------------- | ---------------- |
| 1     | Deutschland        | Christoph Vogelsang | 6.000.000        |
| 2     | Vereinigte Staaten | Jake Schindler      | 3.600.000        |
| 3     | Deutschland        | Stefan Schillhabel  | 2.400.000        |
| 4     | Tschechien         | Leon Tsoukernik     | 1.800.000        |
| 5     | Vereinigte Staaten | Byron Kaverman      | 1.400.000        |
| 6     | Vereinigte Staaten | Pratyush Buddiga    | 1.000.000        |
| 7     | Vereinigte Staaten | Justin Bonomo       | 0.600.000        |